# Churnalismus
Churnalismus bezeichnet in negativer Konnotation eine Form des Journalismus, bei der in möglichst kurzer Zeit möglichst viele Zeilen (oder Sendesekunden im Rundfunk) produziert und daher bereits vorliegende Informationen weitestgehend unverändert und ungeprüft nochmals „aufgeschäumt“ werden. Quellen wie Agenturmeldungen oder Pressemitteilungen werden dabei oft kaum verändert übernommen und nicht als Fremdquellen kenntlich gemacht. Dabei entsteht der Eindruck einer eigenständigen journalistischen Leistung, die jedoch de facto nicht vorliegt.

## Definition
Der Kommunikationswissenschaftler Roman Hummel verweist auf die englische Herkunft des Begriffs, wonach "to churn out" mit "gedankenloser Fließbandproduktion" wiedergegeben werden kann. Im englischen Sprachraum wurde der Begriff vom britischen Journalisten Nick Davies geprägt, der ihn wie folgt definiert: „This is journalists failing to perform the simple basic functions of their profession; quite unable to tell their readers the truth about what is happening on their patch. This is journalists who are no longer out gathering news but who are reduced instead to passive processors of whatever material comes their way, churning out stories, whether real event or PR artifice, important or trivial, true or false.“

## Verbreitung
Nach einer Studie von Davies, die er zusammen mit Wissenschaftlern der Universität Cardiff durchgeführt hat, ist Churnalism recht weit verbreitet. Das Phänomen wird zumeist damit erklärt, dass der Druck auf Redaktionen in den vergangenen Jahren gestiegen ist. So müssen immer weniger Redakteure – in Folge von Sparmaßnahmen seitens der Verlage – eine gleichbleibende Menge an Inhalten produzieren. Eine Übernahme von Primärquellen erfolgt deshalb primär aus zeitlichen Zwängen. 
Besonderheiten: Die US-amerikanische Non-Profit-Organisation Sunlight Foundation bietet ein Tool an, mit dessen Hilfe man überprüfen kann, ob Redaktionen Pressemitteilungen oder andere Quellen ungeprüft übernommen haben.